# Samsung Galaxy Tab 3 10.1
Samsung Galaxy Tab 3 10.1 là máy tính bảng 10.1-inch chạy hệ điều hành Android sản xuất và phân phối bởi Samsung Electronics. Nó thuộc thế hệ thứ ba của dòng Samsung Galaxy Tab, nó bao gồm bản 7-inch và 8-inch, Galaxy Tab 3 7.0 và Samsung Galaxy Tab 3 8.0. Nó được công bố vào 24 tháng 6 năm 2013, và phát hành ở Mỹ vào 7 tháng 7 năm 2013. Nó kế thừa cho Samsung Galaxy Tab 2 10.1.

## Lịch sử
Galaxy Tab 3 10.1 được công bố vào 24 tháng 6 năm 2013. Nó được ra mắt cùng với Galaxy Tab 3 7.0 và Galaxy Tab 3 8.0 tại 2013 Mobile World Conference. Samsung xác nhận rằng Galaxy Tab 3 10.1 sẽ phát hành tại Mỹ vào 7 tháng 7, với giá $399.99 cho bản 16GB.

## Tính năng
Galaxy Tab 3 10.1 phát hành với Android 4.2.2 Jelly Bean. Samsung tùy biến giao diện với TouchWiz Nature UX. Cũng như các ứng dụng của Google, bao gồm Google Play, Gmail và YouTube, nó cho phép truy cập vào ứng dụng Samsung như ChatON, S Suggest, S Voice, Smart Remote và All Share Play.
Galaxy Tab 3 10.1 có sẵn bản WiFi, 3G & WiFi, và biến thể 4G/LTE & WiFi. Dung lượng từ 16 GB đến 32 GB tùy theo mẫu, với khe thẻ nhớ mở rộng microSDXC. Nó có màn hình 10.1-inch WXGA TFT với độ phân giải 1.280x800 pixel. Nó có máy ảnh trước 1,3 MP không flash và 3,15 MP máy ảnh chính. Nó có thể quay video HD.

## Phiên bản đặc biệt
Vào tháng 1 năm 2014, Samsung công bố sẽ phát hành phiên bản đặc biệt Galaxy Tab về Giáo dục, bắt đầu vào tháng 4. Phiên bản này có tính năng hỗ trợ và tính năng cho K-12 ngành giáo dục. Trong thông số kỹ thuật khác, Samsung mang cho nó NFC.

## Liên kết
- Website chính thức